# Filomena Nitti Bovet
Filomena Nitti Bovet (* als Filomena Nitti am 10. Januar 1909 in Neapel; † 7. Oktober 1994 in Rom) war eine italienische Pharmakologin. Sie leistete entscheidende Vorarbeiten, die zur Entdeckung von Suxamethonium, einer muskellähmenden Substanz, durch ihren Ehemann Daniel Bovet führte.

## Leben
Filomena Nitti war das jüngste von fünf Kindern des italienischen Politikers und späteren Ministerpräsidenten Francesco Saverio Nitti und seiner Ehefrau Antonia Persico, Tochter des Juristen Federico Persico. Mit ihrem Bruder Federico Nitti, ein bekannter Bakteriologe, teilte sie größtenteils ihren  wissenschaftlichen Ausbildungsgang.
Die ersten Lebensjahre verbrachte sie in Rom und im Elternhaus ihrer Mutter in Neapel. Da ihr Vater in Opposition zum italienischen Faschismus stand, gab es Anfang der 1920er Jahre immer mehr Anfeindungen und Angriffe. Nach dem Marsch auf Rom und der Machtergreifung Mussolinis im Oktober 1922 floh die Familie vor den Übergriffen der Squadristi zunächst nach Neapel und anschließend nach Zürich.  1923 zog sie schließlich nach Paris. Filomena Nitti ging in Paris zur Schule und studierte Biochemie an der Sorbonne.
Von 1930 an, war sie Mitglied der Jugendorganisation der Parti communiste français. Nachdem sie in Jugendjahren mit  Giorgio Amendola liiert war, heiratete sie 1931 den jüdischen Journalisten polnischer Herkunft Stephan Walter Freund. Aus der Ehe gingen zwei Söhne hervor. 1935 reiste das Paar nach Moskau und hielt sich dort ein Jahr lang auf. In Moskau war Filomena Nitti unter Jelena Dmitrijewna Stassowa journalistisch tätig. Nach der Trennung von ihrem Mann, kehrte sie nach Paris zurück.
Nachdem sie zwei Jahre als chemische Analystin gearbeitet hatte, erhielt sie ein Stipendium am Institut Pasteur. Dort lernte sie über ihren Bruder Frederico, der dort auch arbeitete, den Biochemiker Daniel Bovet kennen. 1939 heirateten sie. Die Ehe, aus der ein Kind hervorging und lebenslang andauerte, war geprägt von einem gemeinsamen Forschungsinteresse.
Gemeinsam mit ihrem Ehemann und Bruder Frederico bildeten sie eine Art „Forschungstrio“. Während der deutschen Besatzung blieben sie mithilfe eines Radios über die wissenschaftlichen Fortschritte im Vereinigte Königreich und den Vereinigten Staaten informiert. Mithilfe von selbstgefertigten Geräten war es denen gelungen, etwas Penicillin herzustellen, um die Forces françaises libres zu versorgen. In dieser Zeit arbeitete das Ehepaar an der als grundlegend beschriebenen Monografie über die Pharmaka für das Vegetative Nervensystem (Structure et activité pharmacodynamique des médicaments du système nerveux végétatif. Adrénaline acétylcholine histamine et leurs antagonistes.), die 1948 veröffentlicht wurde.
Nach dem Zweiten Weltkrieg kehrte das Ehepaar Bovet 1947 nach Italien zurück. Sie folgten damit einer Einladung des Direktors des Istituto superiore di sanità (ISS), Domenico Marotta, nach der das Paar Bovet und Federico Nitti das Labor für pharmazeutische Chemie des Instituts aufbauen sollten. Ihr Bruder verstarb allerdings an den Folgen einer Tuberkuloseinfektion, mit der er sich während seiner Arbeit am Institut Pasteur infiziert hatte, bevor er seinen Posten in Rom antreten konnte.
Filomena Nitti Bovet arbeitete mit ihrem Mann bis 1964 im ISS. Sie widmete sich dabei vor allem dem Bereich Biopharmaka. 1964 folgte sie ihrem Mann an die Universität Sassari und beschäftigte sich dort mit Fragen der Verhaltensforschung bei Tieren. Als ihr Mann 1969 in den Nationalen Forschungsrat CNR berufen wurde, zog sie sich aus der Forschung zurück und setzte sich fortan im sozialen Bereich ein.
Am 7. Oktober 1994 nahm sie sich  im Alter von 85 Jahren in Rom das Leben. Ihre beiden Söhne aus erster Ehe waren bereits 1970 und 1976 verstorben.

## Wissenschaftliche Leistungen
Am Institut Pasteur gab es ein Reptilienhaus. Während der Zeit begann Nitti Bovet ein Interesse an das Gift der Kobra zu entwickeln und publizierte zu dem Thema. In diversen Publikationen ihres Ehemannes wird Nitti Bovet als Ko-Autorin benannt. 1948 gelang dem Ehepaar die Synthese des Muskelrelaxans Gallamin (Flaxedil). Filomena Nitti Bovet war zudem wesentlich an den Forschungsarbeiten beteiligt, die zur Entdeckung der Sulfonamide und Antihistaminika durch ihren Mann führten.